# Grosskorbetha
Grosskorbetha, ou Großkorbetha, comme on l'écrit en allemand avec la ligature du "doppel S", est une ancienne commune de l'état fédéré allemand de Saxe-Anhalt, et qui fait partie de l'Arrondissement du Burgenland. Depuis 2010, elle est rattachée à la ville de Weißenfels.
Grosskorbetha a 2 008 habitants.